# Atomaria ruficornis
Atomaria ruficornis là một loài bọ cánh cứng trong họ Cryptophagidae. Loài này được Marsham miêu tả khoa học năm 1802.